# Archives cultuelles
Les archives cultuelles sont l'ensemble des documents d'archives liés à l'histoire et à l'exercice des cultes ou religions, à leurs rites et au patrimoine des communautés qui s'en réclament. Le statut juridique de ces fonds d'archives n'est pas le même dans tous les pays, selon le statut de chaque culte, ni selon les périodes qu'ils recouvrent.
Les fonds les plus connus et les plus développés sont ceux de l'Église catholique romaine.

## Au Canada
Les Églises et confessions qui existent au Canada sont les propriétaires de leurs archives. Ce sont des fonds d'archives privées. Les fonds d'archives de l'Église catholique ou de l'Église anglicane du Canada sont conservées par les diocèses.

## En France
Les archives cultuelles sont repartis en plusieurs groupes inégaux et aux statuts juridiques divers. Dans presque tous les cas, les archives cultuelles antérieures à la Révolution française sont des archives publiques, à partir du moment où elles ont été saisies par les révolutionnaires.